# Vellerot-lès-Belvoir

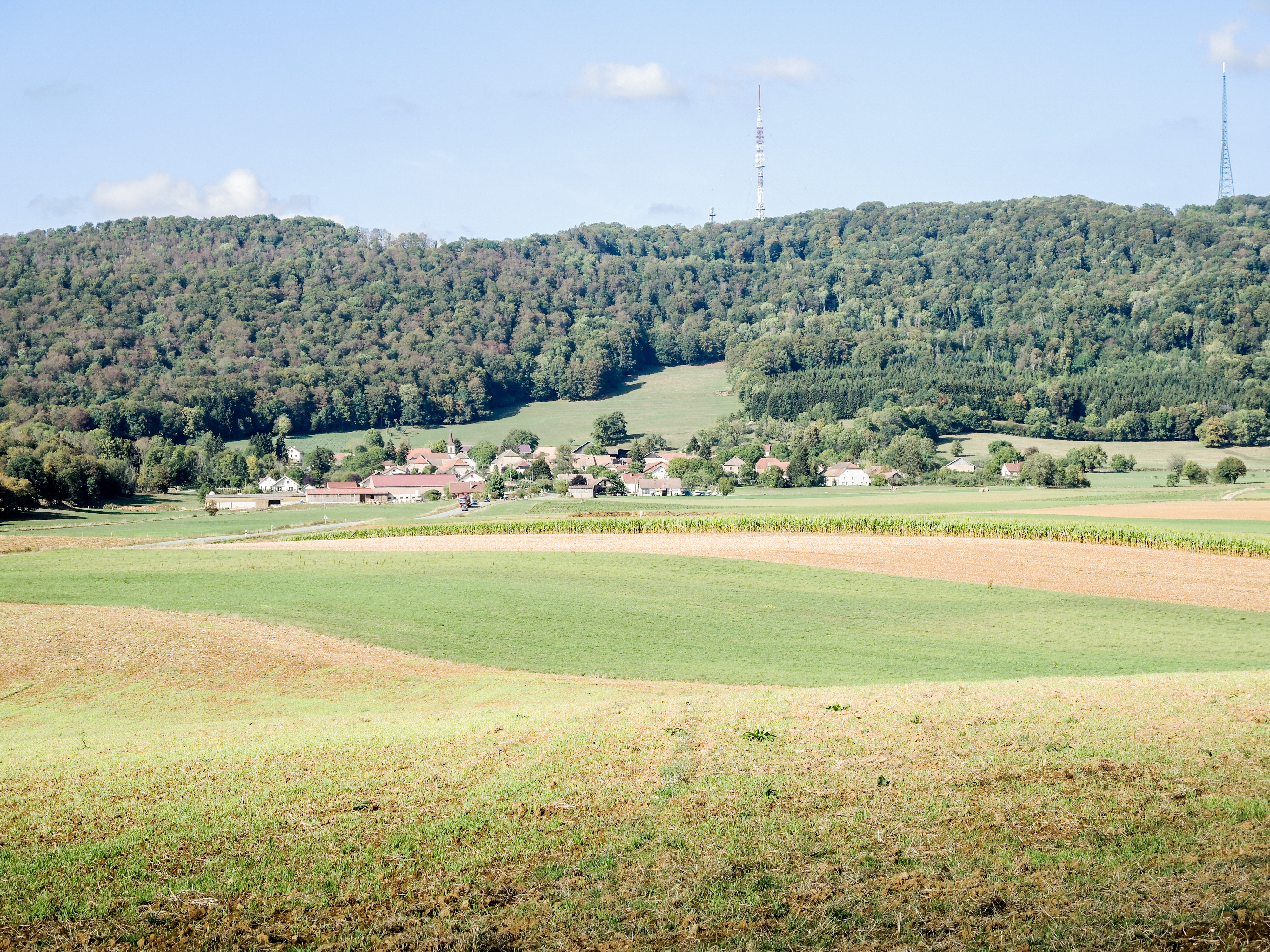
Vellerot-lès-Belvoir, vu de la route de Rahon.

Vellerot-lès-Belvoir est une commune française située dans le département du Doubs, la région culturelle et historique de Franche-Comté et la région administrative Bourgogne-Franche-Comté.
Les habitants de Vellerot-lès-Belvoir sont appelés les Vellerots.

## Géographie

### Géographie physique
Le territoire communal de Vellerot-lès-Belvoir, de forme compacte et d'une superficie de 604 ha, se trouve dans le massif du Jura et s'étend dans sa partie nord sur le revers méridional, boisé, de la chaîne du Lomont, qui culmine ici à 844 m, pour descendre ensuite en pente douce et en terrain majoritairement découvert vers le val de Sancey (560 m au point le plus bas de la commune). Vers le sud-est, s'amorcent les premières pentes du mont de Belvoir. Le village, entouré de vergers, est situé au pied même du Lomont (600 à 620 m d'altitude).

### Toponymie
Valeroy dessoz Belvoir en 1285 ; Voillerot en 1310 ; Valerat en 1378 ; Veillerot en 1390 ; Vellerot, Vellerat derrier Belveoir en 1547 ; Vellerot-lez-Belvoye en 1614 ; Vellerot-lez-Belvoir en 1671.

### Climat
Pour des articles plus généraux, voir Climat de la Bourgogne-Franche-Comté et Climat du Doubs.
En 2010, le climat de la commune est de type climat de montagne, selon une étude du Centre national de la recherche scientifique s'appuyant sur une série de données couvrant la période 1971-2000. En 2020, Météo-France publie une typologie des climats de la France métropolitaine dans laquelle la commune est dans une zone de transition entre le climat semi-continental et le climat de montagne et est dans la région climatique  Jura, caractérisée par une forte pluviométrie en toutes saisons (1 000 à 1 500 mm/an), des hivers rigoureux et un ensoleillement médiocre. 
Pour la période 1971-2000, la température annuelle moyenne est de 8,6 °C, avec une amplitude thermique annuelle de 16,9 °C. Le cumul annuel moyen de précipitations est de 1 342 mm, avec 12,4 jours de précipitations en janvier et 11,1 jours en juillet. Pour la période 1991-2020, la température moyenne annuelle observée sur la station météorologique de Météo-France la plus proche, « Sancey-le-grand », sur la commune de Sancey à 6 km à vol d'oiseau, est de 10,2 °C et le cumul annuel moyen de précipitations est de 1 161,7 mm. 
La température maximale relevée sur cette station est de 37,9 °C, atteinte le 24 juillet 2019 ; la température minimale est de −22 °C, atteinte le 20 décembre 2009,,. 
Les paramètres climatiques de la commune ont été estimés pour le milieu du siècle (2041-2070) selon différents scénarios d'émission de gaz à effet de serre à partir des nouvelles projections climatiques de référence DRIAS-2020. Ils sont consultables sur un site dédié publié par Météo-France en novembre 2022.

## Urbanisme

### Typologie
Au 1er janvier 2024, Vellerot-lès-Belvoir est catégorisée commune rurale à habitat dispersé, selon la nouvelle grille communale de densité à 7 niveaux définie par l'Insee en 2022.
Elle est située hors unité urbaine et hors attraction des villes,.

### Occupation des sols
L'occupation des sols de la commune, telle qu'elle ressort de la base de données européenne d’occupation biophysique des sols Corine Land Cover (CLC), est marquée par l'importance des territoires agricoles (54,8 % en 2018), en diminution par rapport à 1990 (55,6 %). La répartition détaillée en 2018 est la suivante : 
forêts (45,2 %), prairies (25,4 %), terres arables (19,8 %), zones agricoles hétérogènes (9,6 %). L'évolution de l’occupation des sols de la commune et de ses infrastructures peut être observée sur les différentes représentations cartographiques du territoire : la carte de Cassini (XVIIIe siècle), la carte d'état-major (1820-1866) et les cartes ou photos aériennes de l'IGN pour la période actuelle (1950 à aujourd'hui).

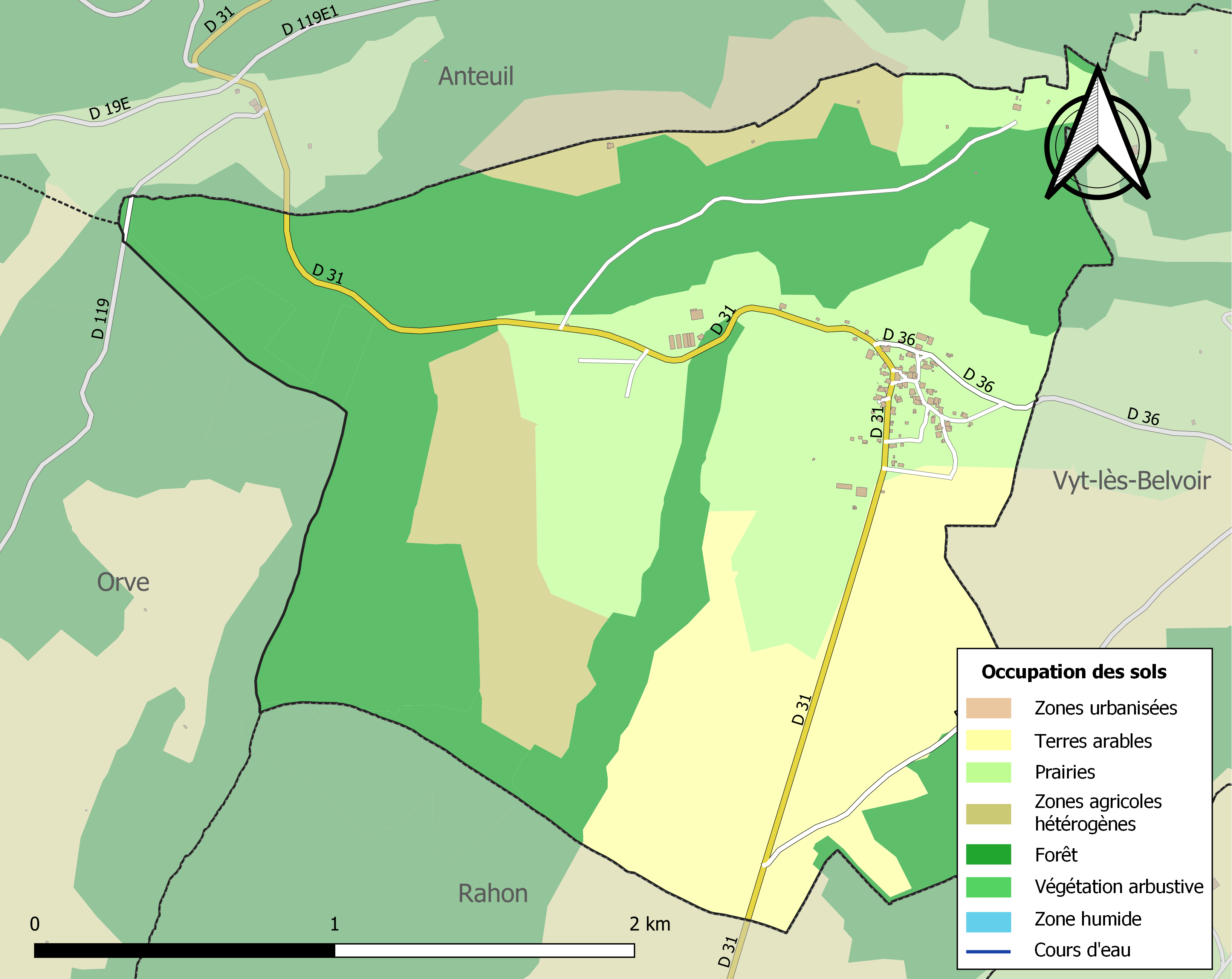
Carte des infrastructures et de l'occupation des sols de la commune en 2018 (CLC).

## Histoire
Au Moyen Âge, Vellerot appartenait à la puissante famille seigneuriale des Montfaucon et releva par la suite plus ou moins directement du comté de Montbéliard. Comme toute la Franche-Comté, le village est cédé à la France par le traité de Nimègue en 1678.

## Politique et administration

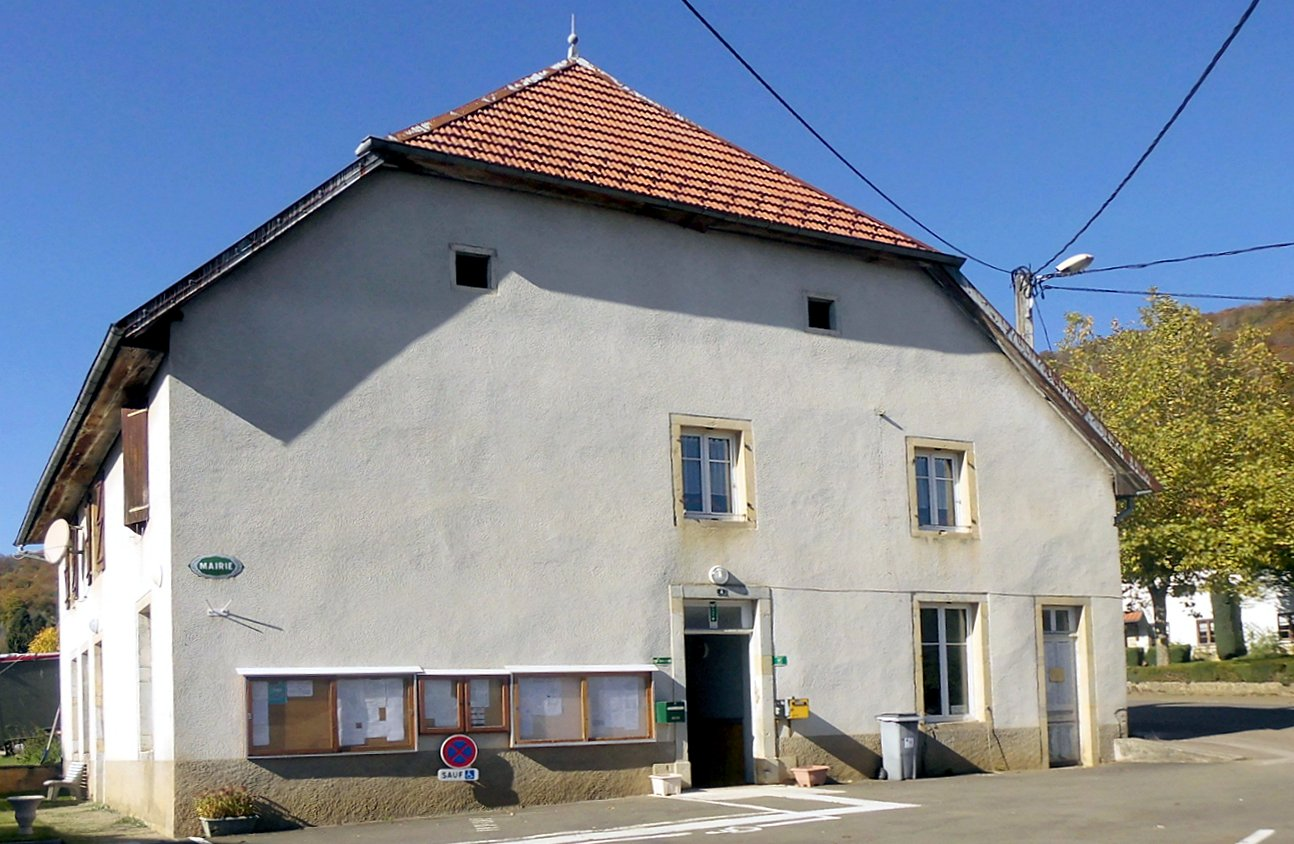
La mairie.

| Période                                  | Période                   | Identité                                       | Étiquette | Qualité       |
| ---------------------------------------- | ------------------------- | ---------------------------------------------- | --------- | ------------- |
| mars 2001                                | mars 2008                 | Jacques Mougey                                 |           |               |
| mars 2008                                | 2014                      | Marie-Pascale Froidevaux                       |           |               |
| mars 2014                                | En cours (au 31 mai 2020) | Roland Douriaux Réélu pour le mandat 2020-2026 | SE        | Fonctionnaire |
| Les données manquantes sont à compléter. |                           |                                                |           |               |

## Démographie
L'évolution du nombre d'habitants est connue à travers les recensements de la population effectués dans la commune depuis 1793. Pour les communes de moins de 10 000 habitants, une enquête de recensement portant sur toute la population est réalisée tous les cinq ans, les populations de référence des années intermédiaires étant quant à elles estimées par interpolation ou extrapolation. Pour la commune, le premier recensement exhaustif entrant dans le cadre du nouveau dispositif a été réalisé en 2006.

En 2022, la commune comptait 95 habitants, en évolution de −3,06 % par rapport à 2016 (Doubs : +1,88 %, France hors Mayotte : +2,11 %).
| 1793 | 1800 | 1806 | 1821 | 1831 | 1836 | 1841 | 1846 | 1851 |
| ---- | ---- | ---- | ---- | ---- | ---- | ---- | ---- | ---- |
| 245  | 194  | 247  | 247  | 260  | 264  | 248  | 268  | 256  |

| 1856 | 1861 | 1866 | 1872 | 1876 | 1881 | 1886 | 1891 | 1896 |
| ---- | ---- | ---- | ---- | ---- | ---- | ---- | ---- | ---- |
| 234  | 232  | 241  | 236  | 240  | 205  | 204  | 188  | 180  |

| 1901 | 1906 | 1911 | 1921 | 1926 | 1931 | 1936 | 1946 | 1954 |
| ---- | ---- | ---- | ---- | ---- | ---- | ---- | ---- | ---- |
| 147  | 159  | 150  | 146  | 149  | 150  | 159  | 139  | 134  |

| 1962 | 1968 | 1975 | 1982 | 1990 | 1999 | 2006 | 2011 | 2016 |
| ---- | ---- | ---- | ---- | ---- | ---- | ---- | ---- | ---- |
| 129  | 137  | 136  | 144  | 120  | 121  | 115  | 115  | 98   |

| 2021 | 2022 | - | - | - | - | - | - | - |
| ---- | ---- | - | - | - | - | - | - | - |
| 94   | 95   | - | - | - | - | - | - | - |

Vellerot-les-Belvoir compte parmi les plus petites communes du département du Doubs. Sa population n'a cessé de baisser depuis le milieu du XIXe siècle, où l'on y recensait 264 habitants en 1836.

## Économie et infrastructure
Vellerot-lès-Belvoir reste un village où prédomine l'agriculture (élevage, céréales, arbres fruitiers). En dehors du secteur primaire, il convient de mentionner le parc éolien du Lomont, que se partagent sept communes, et la scierie du Gros Chêne. Parmi les personnes actives, un certain nombre va travailler dans les grandes agglomérations de la région.
Le village est à l'écart des grands axes routiers. La D 36 le relie à Clerval vers l'ouest par le col de Ferrière et à Pont-de-Roide et Saint-Hippolyte vers l'est par la vallée de la Barbèche, tandis que la D 31 permet de gagner L'Isle-sur-le-Doubs au nord et Sancey au sud. L’accès le plus proche à l'autoroute A 36 est celui de L'Isle-sur-le-Doubs, à 11 km.

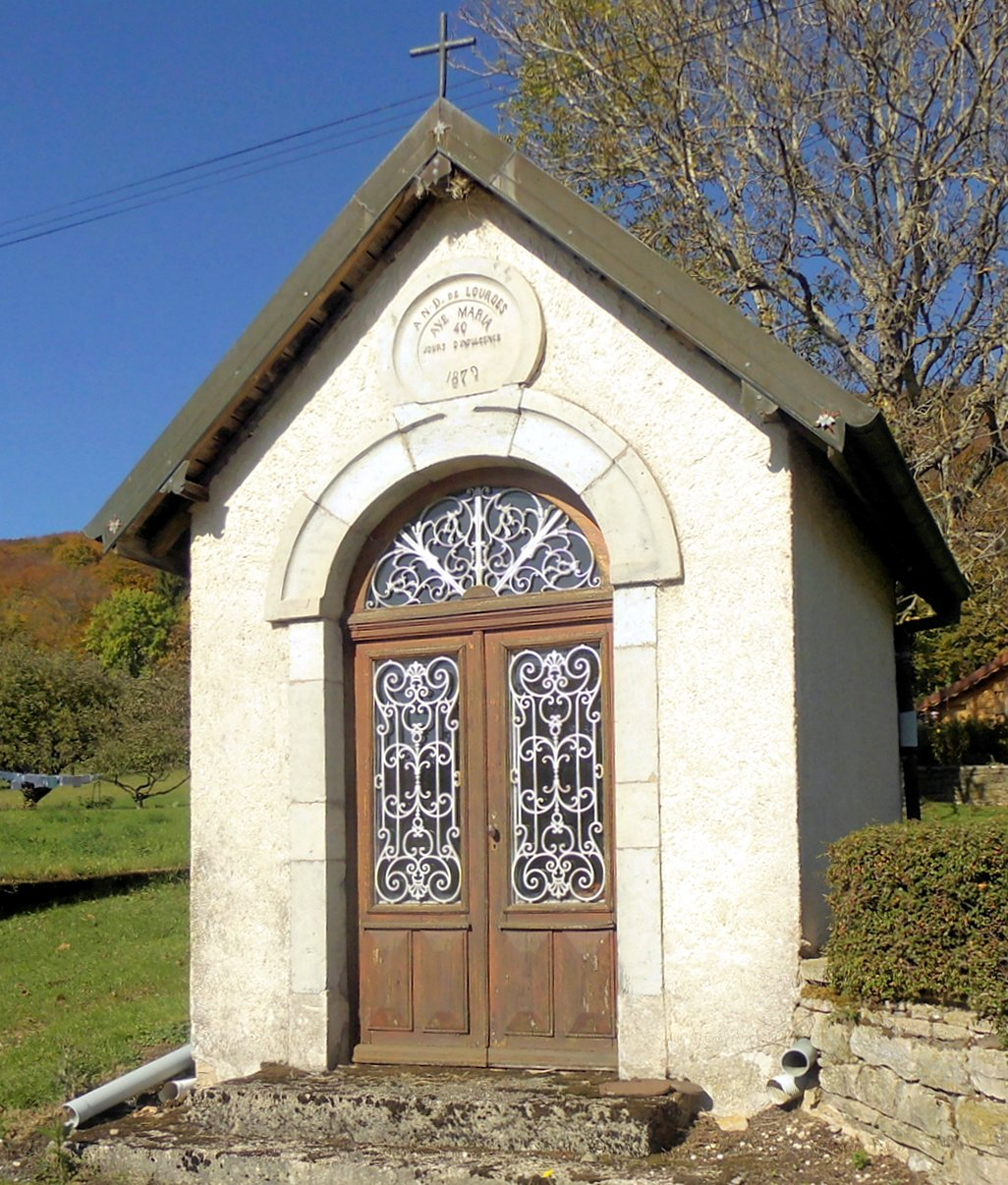
Chapelle Notre-Dame

## Lieux et monuments
- Parc éolien du Lomont
- Église Saint-Pierre-et-Saint-Paul : construite en 1863. Située dans l'archidiocèse de Besançon, elle est desservie par l'UP de Sancey-Belleherbe. Le curé est M. l'abbé Jean-Louis Courbaud.
- Deux chapelles à la sortie du village en direction de Clerval, dont l'une, édifiée en 1879, comporte des fresques anciennes à l'intérieur.